# Amtsgericht Ratibor

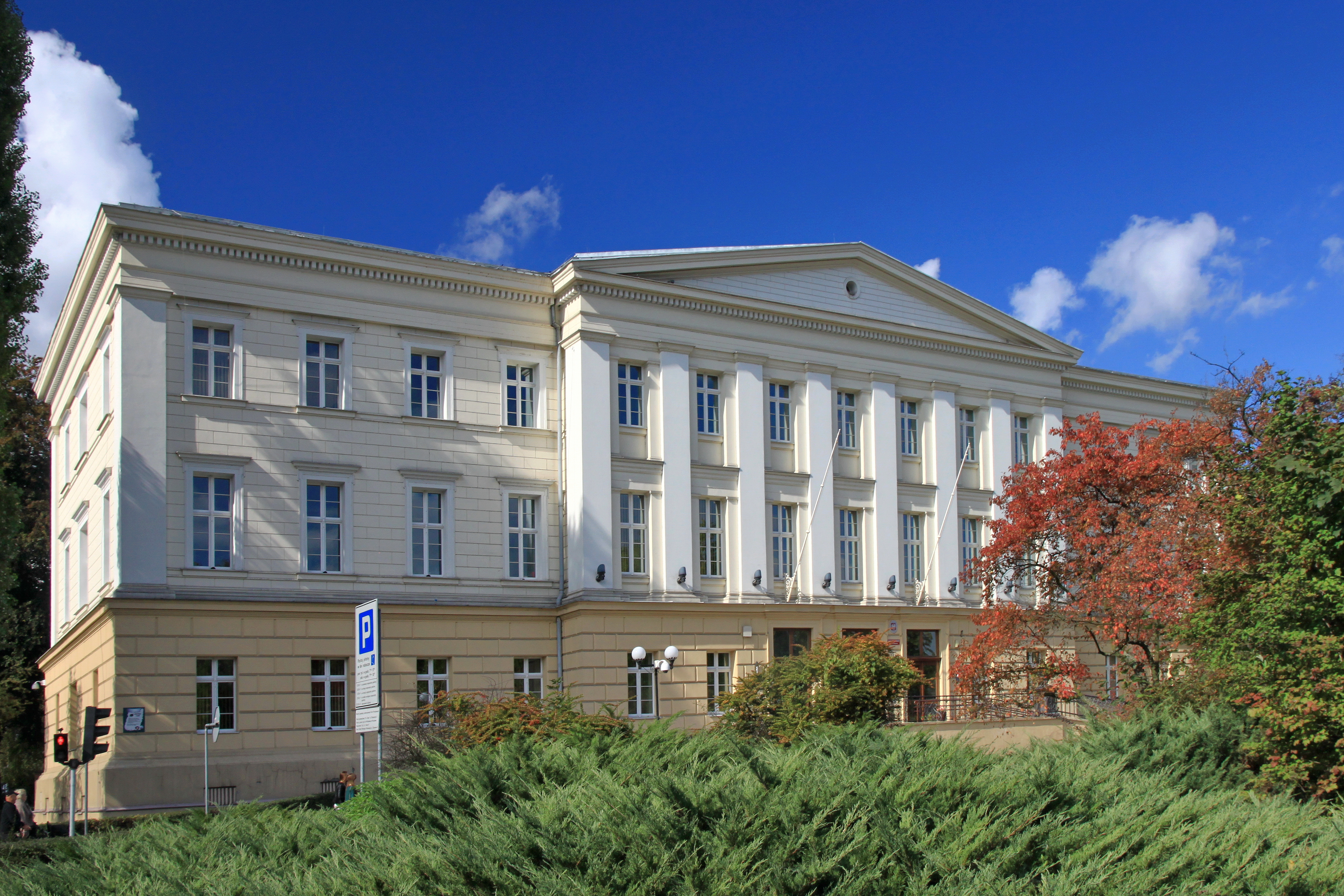
Ehem. Amtsgerichtsgebäude (2013)

Das Amtsgericht Ratibor war ein preußisches Amtsgericht mit Sitz in Ratibor.

## Geschichte
Das königlich preußische Amtsgericht Ratibor wurde mit Wirkung zum 1. Oktober 1879 als eines von neun Amtsgerichten im Bezirk des Landgerichtes Ratibor im Bezirk des Oberlandesgerichtes Breslau gebildet. Der Sitz des Gerichtes war Ratibor. Sein Gerichtsbezirk umfasste den Kreis Ratibor ohne den Teil, der dem Amtsgericht Hultschin zugeordnet war. Am Gericht bestanden 1880 zehn Richterstellen. Das Amtsgericht war damit das größte Amtsgericht im Landgerichtsbezirk. Der Rest des Sprengels des Amtsgerichts Hultschin, der beim Deutschen Reich verblieben war, wurde dem Amtsgericht Ratibor zugeordnet. Diese Änderungen traten zum 1. Januar 1920 in Kraft.
Im Jahre 1945 wurde der Amtsgerichtsbezirk unter polnische Verwaltung gestellt, und die deutschen Einwohner wurden vertrieben. Damit endete auch die Geschichte des Amtsgerichtes Ratibor. Unter polnischer Verwaltung entstand das Sąd Rejonowy w Raciborzu (1950–1975: Sąd Powiatowy w Raciborzu).

## Richter
- Erich Kynast, Amtsgerichtsrat (1941)[5]